# Lagoa Salgada
Lagoa Salgada là một đô thị thuộc bang Rio Grande do Norte, Brasil. Đô thị này có diện tích 79,515 km², dân số năm 2007 là 7309 người, mật độ 91,9 người/km².